# Pseudocalamobius bhutanensis
Pseudocalamobius bhutanensis là một loài bọ cánh cứng trong họ Cerambycidae.